# Torpilleur à moteur Fairmile type D
Le torpilleur à moteur Fairmile type D était un type de torpilleur à moteur britannique (Motor Torpedo Boat, en abrégé MTB) et de canonnière à moteur (Motor Gun Boat ou MGB) conçu par Bill Holt et construit par Fairmile Marine pour la Royal Navy. Surnommés « Dog Boats », ces bateaux ont été conçus pour lutter contre les avantages connus des E-boote allemands par rapport aux conceptions précédentes d’embarcations côtières britanniques. Ils étaient plus grands que les modèles précédents de torpilleur à moteur ou de canonnière à moteur, qui étaient généralement longs d’environ 70 pieds (21,34 m), mais ils étaient plus lents, avec une vitesse maximale de 30 nœuds (55 km/h), contre 40 nœuds (74 km/h) pour les modèles précédents.

## Historique
Contrairement aux Fairmile type B, les Dog Boats n’ont été produits que sous forme de composants en Grande-Bretagne. Certains ont été construits pour la branche maritime de la Royal Air Force pour être utilisés dans le sauvetage air-mer à longue portée des aviateurs abattus. 229 bateaux ont été construits entre 1942 et 1945.
De nombreuses versions ont été produites ou converties à partir de bateaux existants : MGB, MTB, Motor Anti-Submarine Boat (MA/SB, en français « bateau à moteur anti-sous-marins »), Long Range Rescue Craft (LRRC, en français « navire de sauvetage à long rayon d’action ») et après-guerre Fast Patrol Boat (FPB, en français « patrouilleur rapide »). Comme le Fairmile type D pouvait être équipé d’un mélange d’armements qui lui donnait les capacités d’une canonnière à moteur et d’un torpilleur à moteur, la désignation MGB a été abandonnée.
Deux bateaux capturés ont été remis en service par la Kriegsmarine.
Il n’y a pas de survivants connus, à part deux épaves abandonnées, l’une à Chatham en Angleterre, et l’autre à Ellingsøya en Norvège. Aujourd’hui, le Fairmile type D est un choix populaire parmi les modélistes de bateaux.

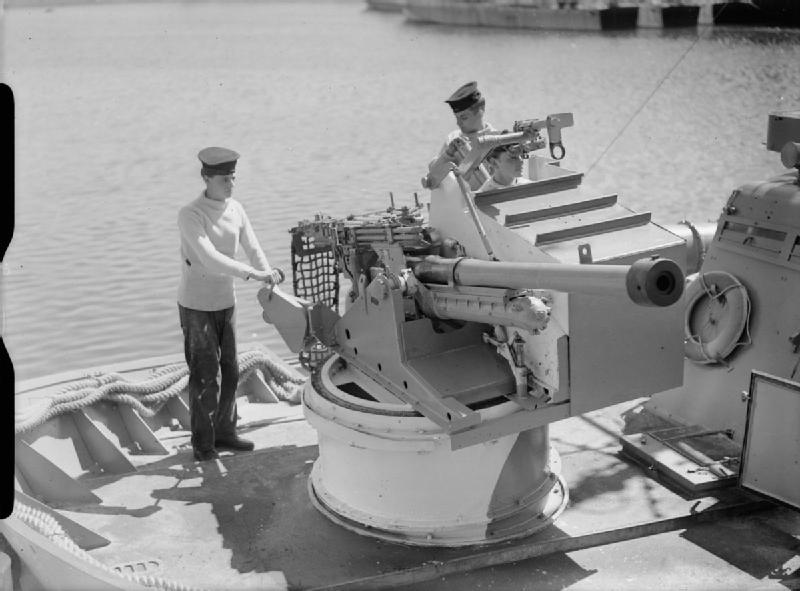
Canon de 6 livres (57 mm) avec chargeur automatique Molins monté sur un Fairmile type D
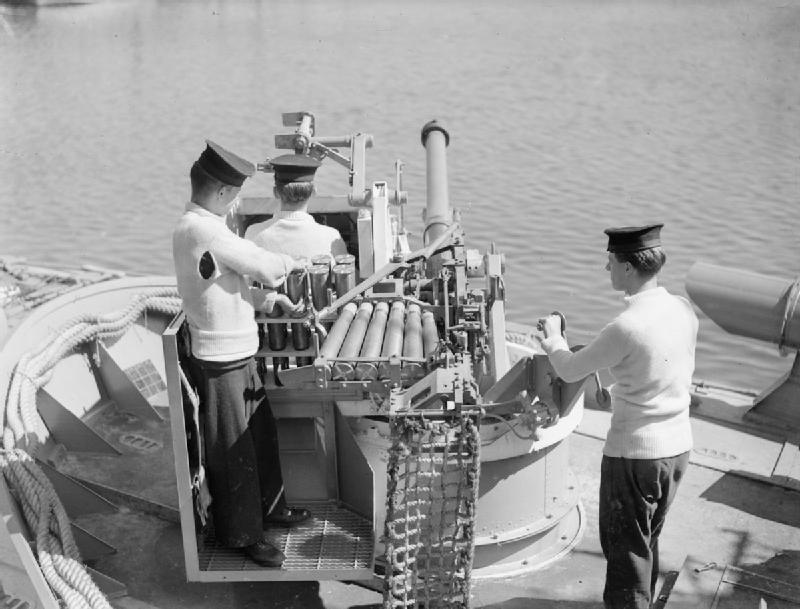
Vue arrière du même canon
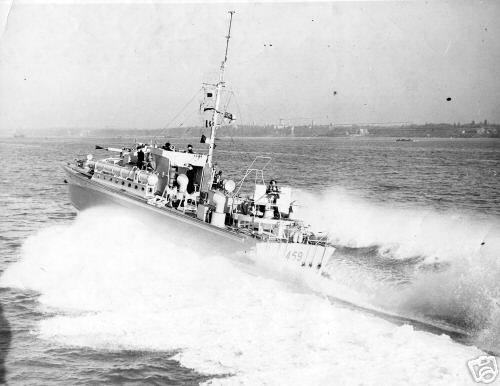
Le MTB 459 en 1944
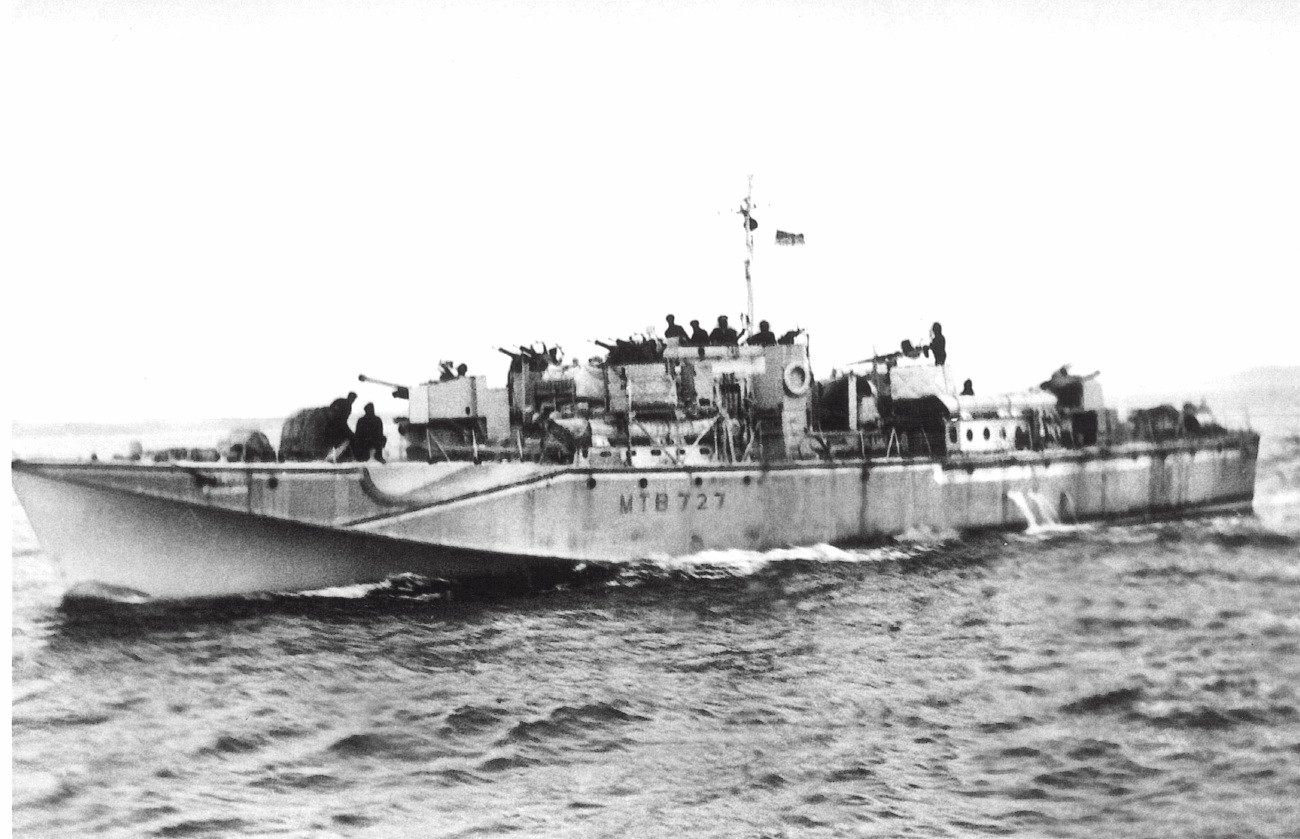
Le MTB 727 en 1944